# عادل الهادی
عادل الهادی (انگلیسی: Adel El Hadi؛ زادهٔ ۱۸ ژانویهٔ ۱۹۸۰) بازیکن فوتبال اهل الجزایر بود.
از باشگاه‌هایی که در آن بازی کرده‌است می‌توان به باشگاه فوتبال شباب بلوزداد، باشگاه فوتبال وفاق سطیف، و باشگاه فوتبال اوراس باتنه اشاره کرد.
وی همچنین در تیم ملی فوتبال الجزایر بازی کرده‌است.